# Provincia de Ahal
La provincia de Ahal (en turcomano: Ahal welaýaty; en ruso: Ахал велаяты) es una de las provincias (Welayatlar) de Turkmenistán. Está localizada en el sur del país, haciendo frontera con Irán y Afganistán. Su capital es Annau. Tiene una población de 722.800 habitantes. La región ocupa una superficie de 95.006 km², un área similar a la de Castilla y León.
- Datos: Q399899
- Multimedia: Ahal Province / Q399899